# イングラハム (DD-111)
|          |                                                    |
| 艦歴     |                                                    |
| 発注     |                                                    |
| 起工     | 1918年1月12日                                      |
| 進水     | 1918年7月4日                                       |
| 就役     | 1919年5月15日                                      |
| 退役     | 1922年6月29日                                      |
| その後   | スクラップとして売却                               |
| 除籍     | 1936年12月1日                                      |
| 性能諸元 |                                                    |
| 排水量   | 1,060トン                                          |
| 全長     | 314 ft 5 in (95.83 m)                              |
| 全幅     | 31 ft 9 in (9.68 m)                                |
| 吃水     | 8 ft 6 in (2.59 m)                                 |
| 機関     |                                                    |
| 最大速   | 35ノット (65 km/h)                                 |
| 乗員     | 士官、兵員113名                                    |
| 兵装     | 4インチ砲4門、3インチ砲2門、21インチ魚雷発射管12門 |

イングラハム (USS Ingraham, DD-111) は、アメリカ海軍の駆逐艦。ウィックス級駆逐艦の1隻。艦名はダンカン・イングラハムに因む。

## 艦歴
イングラハムは1918年1月12日にカリフォルニア州サンフランシスコのユニオン鉄工所で起工する。1918年7月4日にアルフレッド・S・ガンによって進水し、1919年5月15日に艦長D・L・レ・ブレトン中佐の指揮下就役する。
イングラハムは5月20日に整調巡航に出航、パナマ運河を通過し6月9日にロードアイランド州ニューポートに到着した。ニューヨークで修理を受けた後、任務のためヨーロッパに向けて出航した。9月22日にベルギーのオーステンデを訪れ、ベルギー国王夫妻を乗艦させフランスのカレーに運んだ。イングラハムはニューヨーク、パナマ運河地帯を経由して1920年1月8日にサンディエゴに帰還し、機雷敷設艦への改装が始められた。
DM-9 （機雷敷設艦）に艦種変更されたイングラハムは、1921年1月にカリフォルニア州沿岸で機雷敷設訓練を開始し、6月7日にメア・アイランドを出航した。6月18日に真珠湾に到着、任務に従事し、1922年6月19日に真珠湾で退役する。1936年12月1日に除籍され、スクラップとして売却された。